# The Last Mission
The Last Mission (en griego: Teleftaia apostoli) es una película dramática griega de 1950 dirigida por Nikos Tsiforos. Se inscribió en el Festival de Cine de Cannes de 1951.

## Sinopsis
Una joven (Smaroula Giouli) es arrestada por el asesinato de una anciana (Miranta Myrat). Confiesa. Su historia comienza con la guerra. Su padre (Vasilis Diamantopoulos), un oficial del ejército griego, se retira con él a Egipto. Mientras tanto, en Grecia, su esposa toma a un oficial alemán como su amante, mientras que su hija se une a la resistencia. Cuando fue enviado en una misión a Grecia, su esposa lo denunció a las autoridades alemanas y fue ejecutado. Al final de la guerra, la niña viene a matar a su madre. Sin embargo, no la mató al instante. Mientras cuenta su historia a la policía, su madre cuenta el informe de la muerte de que intentó suicidarse y que su hija es inocente. En un último suspiro, ella le concede su perdón.

## Reparto
- Smaroula Giouli como María Mareli
- Miranda Myrat como Anna Mareli
- Vasilis Diamantopoulos como Miltiadis Marelis
- Nikos Tzogias como Nikos
- Dimos Starenios como intérprete
- Renos Koulmasis como Capitán Friedrich
- Sofi Lila como Smaragdi
- Kimon Fletos como Lefteris
- Giorgos Hamaratos
- Spyros Kallimanis como comandante alemán
- Vagelis Protopapas (como Evangelos Protopappas) como el interrogador
- M. Takatakis
- Thanasis Tzeneralis (como Athanasios Tzeneralis) como capitán de policía